# Ferrocarril en Mongolia

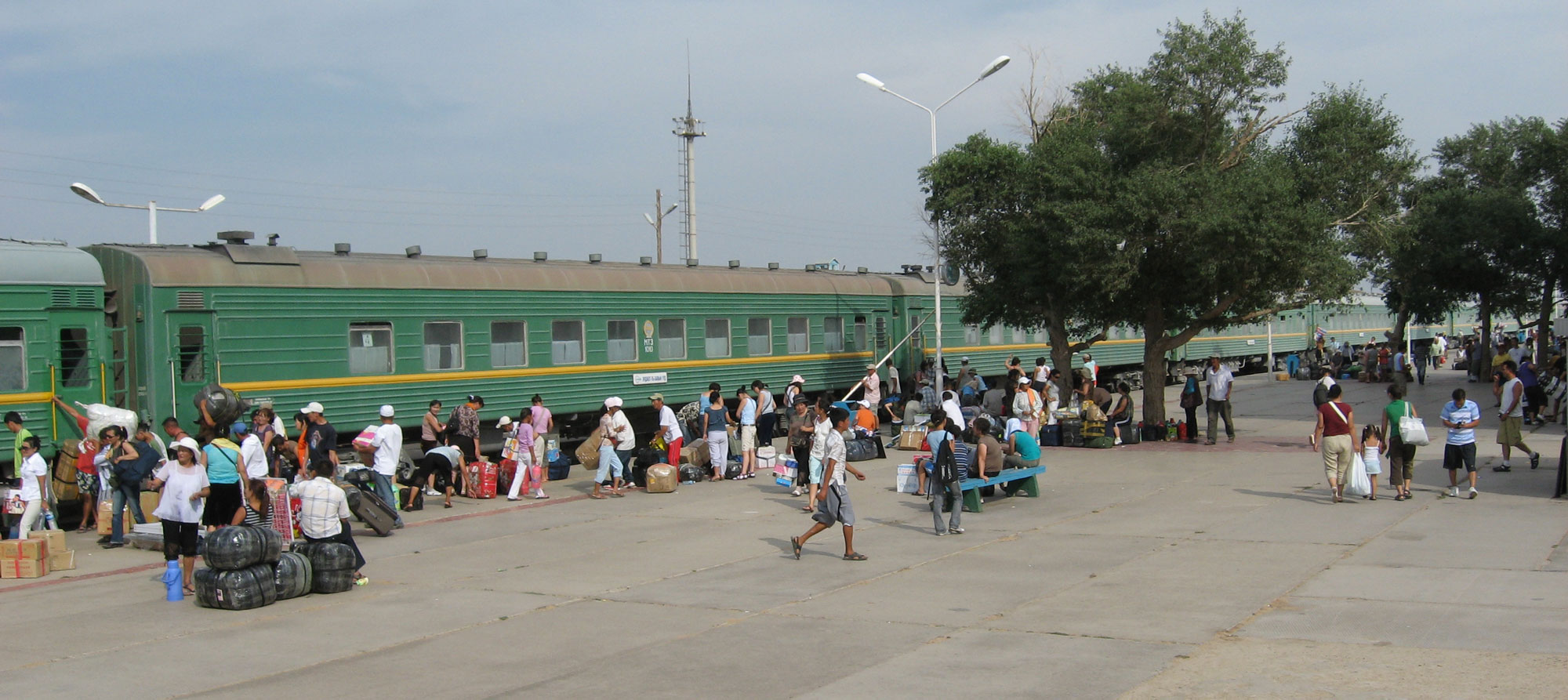
La estación de Zamyn-Üüd.

El transporte ferrocarril en Mongolia es un medio de transporte muy importante en un país sin litoral y con una red de carreteras no muy desarrollada. Según las estadísticas oficiales, en 2007 el transporte ferrocarril dio servicio a un 93 % del transporte de carga y a un 43 % del transporte de personas. El sistema del ferrocarril mongol da empleo a unas 12 500 personas.
El operador nacional es el Ferrocarril de Ulán Bator (UBTZ, del mongol: Улаанбаатар төмөр зам Ulaanbataar tömör zam; en inglés: Ulaanbataar Railway) también conocido tradicionalmente como el Ferrocarril Mongol (MTZ, Монголын төмөр зам Mongolyn tömöt zam; Mongolian Railway). Eso puede dar lugar a confusiones, ya que el MTZ es también el nombre de otra empresa, completamente distinta e independiente, registrada en 2008.
En Ulán Bator tiene su sede el Colegio Ferrocarril Mongol (establecido en 1953).

## Líneas
El Transmongoliano conecta el Transiberiano desde Ulán-Udé, Buriatia, Rusia hasta Eren Hot y Pekín en la República Popular China, a través de la capital mongola, Ulán Bator. El tramo mongol de este ferrocarril cuenta con unos 1 110 km de longitud. El Transmongoliano tiene el ancho de vía tipo ruso de 1520 mm, al entrar en el territorio chino cambia al ancho estándar de 1435 mm.
Hay otra línea separada, que va desde Choybalsan hasta el Transiberiano en Borzia, Rusia, sin embargo esta línea permanece cerrada al tráfico de personas más allá de la ciudad mongola de Chuluunkhoroot. La línea solía tener una vía de soporta para transportar uranio desde la mina Mardai, sin embargo, esta se rompió y fue vendida en los años 90/principios de los años 2000.
Para el transporte doméstico, hay trenes diarios que parten desde Ulán Bator para Darjan, Sujbaatar, Erdenet, Zamyn-Üüd, Choyr y Sainshand.

## Trenes
Los ferrocarriles en Mongolia no son electrificados, por eso los trenes del UBTZ necesitan usar el Diésel. La mayoría de las locomotoras son las variaciones de las M62 soviéticas, incluyendo cinco reconstruidas 2Zagal con doble motor. Otras son las TEM2, TE116, Dash 7 y las GE Evolution. En octubre de 2010, el UBTZ pidió 35 locomotoras 2TE116UM de diésel para transporte de carga de la fábrica rusa Transmashholding.

## Mapas
- Mapa del sistema de transporte mongol elaborado por las Naciones Unidas
- Mapa elaborado por la UNHCR